# Bahnbetriebswerk Landau
Das Bahnbetriebswerk Landau (Kurzform Bw Landau) war ein Bahnbetriebswerk in Landau in der Pfalz, das von 1921 bis 1993 existierte. Zunächst als Außenstelle des Neustadter Betriebswerks eröffnet, wurde es 1926 in eine eigenständige Stelle umgewandelt. Ab den 1950er Jahren war es als Standort für Uerdinger Schienenbusse, die von dort aus in der gesamten Pfalz zum Einsatz kamen, von Bedeutung. 1984 wurde es in eine Außenstelle des Bahnbetriebswerk Karlsruhe umgewandelt und 1993 ganz aufgegeben, nachdem bereits Anfang der 1990er Jahre die schrittweise Demontage der Anlagen begonnen hatte.

## Lage
Das Bahnbetriebswerk befand sich südöstlich des Landauer Hauptbahnhofs. Vom Werk selbst führte eine Brücke für das dort angestellte Personal über die Gleisanlagen des benachbarten Bahnhofs. Zwischen den Anlagen des Betriebswerks und dem Hauptbahnhof entstand außerdem eine Ausschlackgrube, die von den Arbeitern oft als „auf dem Kanal“ bezeichnet wurde. Im Südwesten wurden seine Anlagen durch das Gleis der Bahnstrecke Landau–Herxheim, das parallel zu demjenigen der Pfälzischen Maximiliansbahn verlief, begrenzt. In östlicher Richtung seines Standortes liegt außerdem der Landauer Stadtteil Queichheim.

## Geschichte

### Anfänge
Der 1855 im Zuge des Baus der Pfälzischen Maximiliansbahn Neustadt–Wissembourg eröffnete Landauer Hauptbahnhof entwickelte sich in den Folgejahrzehnten durch die Eröffnung der Bahnstrecke Germersheim–Landau im Jahr 1872, der Strecke nach Zweibrücken 1874 und 1875 sowie der Stichstrecke nach Herxheim 1898 zu einem wichtigen Eisenbahnknotenpunkt. Dies führte dazu, dass im Ersten Weltkrieg zunehmend Lokpersonal aus Kaiserslautern und Ludwigshafen zu ihm hin versetzt wurden. Aus diesem Grund errichtete die Deutsche Reichsbahn im Jahr 1921 vor Ort eine Außenstelle des Bahnbetriebswerks Neustadt. Dieses entstand südöstlich des Bahnhofs. Ein Jahr später erfolgte die Eingliederung des Werks in die neu gegründete Reichsbahndirektion Ludwigshafen. 1926 wurde es in ein eigenständiges Betriebswerk umgewandelt.

### Weitere Entwicklung und Zweiter Weltkrieg (1930–1945)
In den 1930er Jahren waren 14 Lokomotiven der Baureihe 55, vier der Baureihe 56 sowie einige Dieseltriebwagen im Betriebswerk stationiert. 1933 umfasste der Bestand insgesamt 42 Dampflokomotiven, darunter solche er damals neuen Baureihe 64 1934 folgte außerdem ein Umbau der Anlage; in diesem Zusammenhang erhielt es außerdem eine Triebwagenhalle. Im Zuge der Auflösung der Ludwigshafener Direktion wechselte es zum 1. April 1937 in den Zuständigkeitsbereich der Direktion Mainz. Es trug damals die offizielle Abkürzung „La“ und unterstand dem Maschinenamt Ludwigshafen. Im Bahnhof Germersheim bestand außerdem als Dependance ein Lokomotivbahnhof. Darüber hinaus besaß das Werk während dieser Zeit eine Wagenausbesserung und hatte Kraftwagen zugeteilt bekommen. Im April 1939 war entsprechend der Zahl seiner Angestellten Kategorie D (200 bis 599 Mitarbeiter) zugeordnet. 1941 sank deren Anzahl kriegsbedingt auf 230 Mitarbeiter herab.
Im April 1944 wurde das Werk im Zuge der Kriegshandlungen von einem Luftangriff auf Landau getroffen und dabei die Drehscheibe zerstört, weshalb Lokomotiven zum Wenden eine Verbindungskurve zur Strecke nach Germersheim verwenden mussten. Im Juni 1945 beherbergte das Betriebswerk insgesamt 34 Fahrzeuge, davon hauptsächlich Dampfloks der Baureihen 44 und 50. Kriegsbedingt waren jedoch lediglich jeweils zwei Loks der Baureihe 55 und zwei der Baureihe 89 fahrtüchtig. Des Weiteren gehörten zum damaligen Bestand Loks der Baureihen 38 (drei Stück), 56 (vier), 58 (zwei), 64 (fünf) und 75 (zwei).

### Nachkriegszeit (1946–1980)
In der Nachkriegszeit waren unter anderem Triebwagen des Typs der DR-Baureihe 137 und bis Mitte der 1960er Jahre die Baureihe 33.2 stationiert. Die neu gegründete Deutsche Bundesbahn gliederte das Werk in die Bundesbahndirektion Mainz ein, der sie das gesamte Bahnnetz innerhalb des neu geschaffenen Bundeslandes Rheinland-Pfalz zuteilte. Außerdem veranlasste sie, ab dem Sommerfahrplan 1953 Uerdinger Schienenbusse einzusetzen, die ein Jahr zuvor im Landauer Betriebswerk eingetroffen waren. Ab 1. März 1954 waren acht Fahrzeuge des Subtyps VT 95 in Landau anzutreffen, die ab 1956 zunehmend um den weiterentwickelten VT 98 ergänzt wurden. Von dort aus kamen sie in der ganzen Pfalz zum Einsatz.
Am 31. Dezember 1962 waren in Landau 29 Dampf- und 13 Diesellokomotiven, vier Dieseltriebwagen aus der Zeit vor dem Zweiten Weltkrieg und insgesamt 26 Schienenbusse stationiert. Am 7. August des Folgejahres kam letztmals eine Preußische P 8 zum Einsatz. Zur selben Zeit erhielt es Dieselloks der Baureihe V 160, die bereits nach wenigen Jahren nach Ludwigshafen umbeheimatet wurden. Ab 1. Juni 1967 waren im Werk ausschließlich Dieselfahrzeuge anzutreffen. Im Zuge der schrittweisen Auflösung der Mainzer Direktion Anfang der 1970er Jahre wechselte das Werk zudem in den Zuständigkeitsbereich der Bundesbahndirektion Karlsruhe.

### Aufgabe
In den Folgejahren verringerte sich jedoch das unmittelbare Einzugsgebiet des Landauer Betriebswerks zunehmend. Bereits 1957 hatte die Klingbachtalbahn den Personenverkehr eingebüßt. Der Maximiliansbahnabschnitt Winden-Wissembourg folgte 1975, die Bahnstrecke Winden–Bad Bergzabern 1981, die Strecken nach Herxheim und Germersheim wenige Jahre später. Am 3. Juni 1984 war es offiziell nur noch eine Außenstelle seines Pendants in Karlsruhe. Es beherbergte damals 62 Fahrzeuge, darunter sieben Lokomotiven der Baureihe 211, acht der Baureihe 212, zwei Kleinloks des Typs Kö II und eine des Typs Köf III. Hinzu kamen elf Schienenbusse des Typs VT 98 und 30 Beiwagen der Baureihe 998. Erste Rückbaumaßnahmen fanden im März 1991 statt.
Im Juli 1993 folgte nach der Ausmusterung der Schienenbusse die endgültige Aufgabe; zu diesem Zeitpunkt war es nur noch ein „Stützpunkt“ gewesen. Wenige Jahre später folgte die Demontage der Wagenhalle, der Tankstelle, der Lokleitung und der Drehscheibe. Darüber hinaus trug Vandalismus zum Verfall der Anlagen maßgeblich bei. In der Folgezeit wurde der Standort zu einer Brachfläche, deren weitere Verwendung zunächst ungeklärt war.

## Einsatzgebiet
Sein Einsatzgebiet umfasste vor allem die Strecken innerhalb der Südpfalz. Neben denjenigen Strecken, die über Landau führten, waren dies die Bahnstrecken Winden–Karlsruhe, Schifferstadt–Wörth, Wörth–Strasbourg, die Klingbachtalbahn von Rohrbach-Steinweiler nach Klingenmünster, die Kurbadlinie von Winden nach Bad Bergzabern und die Wieslauterbahn von Hinterweidenthal nach Bundenthal-Rumbach. Ebenfalls verantwortlich war es für die Züge des Bundenthalers.
Ab den 1950er Jahren ging der Aktionsradius deutlich über die Südpfalz hinaus. Dies lag zum einen daran, dass die Betriebswerke entlang der Bahnstrecke Mannheim–Saarbrücken im Zuge von deren schrittweiser Elektrifizierung entweder geschlossen wurden – beispielsweise diejenigen in Neustadt und Homburg – oder wie Kaiserslautern und Ludwigshafen an Bedeutung verloren. Zum anderen wurden die in Landau stationierten Schienenbusse in der gesamten Pfalz eingesetzt, um sämtliche Nebenstrecken vor der Stilllegung zu bewahren beziehungsweise hinauszuzögern. So kamen diese beispielsweise auf den Bahnstrecken Landstuhl–Kusel, Grünstadt–Altleiningen der Biebermühlbahn, der Lautertalbahn, der Glantalbahn und der Bachbahn zum Einsatz.
Vereinzelt kamen die Fahrzeuge zwischen Neustadt und Mannheim, Mannheim und Heidelberg, Worms und Ludwigshafen und bis zum Bahnhof Mannheim-Friedrichsfeld zum Einsatz.